# Björn Tollin
Björn Henrik Curt Tollin, född 18 juni 1955 i Jönköpings Sofia församling, är en svensk slagverksmusiker. 
1987 bildade han gruppen Hedningarna tillsammans med Anders Norudde (då Anders Stake) och Hållbus Totte Mattsson. Som slagverksmusiker i Hedningarna var kanske hans främsta kännetecken utvecklandet av tekniken runt tamburinspelet. Men han spelade även på ramtrummor, octapads, slagborduner (liraknarrar) och akaisynth. 2000 lämnade han gruppen. 
Björn Tollin är sedan 2001 gift med sångerskan Anita Lehtola-Tollin (född 1967) och har flyttat till Finland. Han var tidigare verksam i Falun. Björn Tollin är i dag musiklärare i Kotka Svenska Samskola.

## Grupper
- Hedningarna
- Swåp[5]
- Groupa[5]

## Diskografi
- Hedningarna, (1989)
- Kaksi (med Hedningarna), (1991)
- Trä (med Hedningarna), (1994)
- Kruspolska: SASHA mixes,(1994)
- Hippjokk (med Hedningarna), (1997)
- Karelia Visa (med Hedningarna), (1999)
- 1989-2003 (med Hedningarna), (2003)